# Ranunculus falcatus
Ranunculus falcatus (syn. Ceratocephala falcata (L.) Cramer) — вид квіткових рослин з родини жовтецевих (Ranunculaceae).

## Опис
Однорічна попелясто-зелена рослина 1–12 см заввишки, густо запушена, рідко гола. Стебло зазвичай просте, прямовисне чи висхідне. Листки в прикореневій розетці, на довгих ніжках, пальчасто-3-роздільні з лінійними, 2–3-лопатковими, рідше цілісними сегментами, з м'якими, кучерявими, ± густими волосками, ± тупі на верхівці. Квітконоси такої ж довжини, як листя, або довші за нього. Квітки жовті, дрібні, поодинокі, 5–16 мм в діаметрі. Чашолистків і пелюсток 5. Чашолистки тупі. Пелюстки в ≈ 1.5 рази більші за чашолистки, голі. Тичинок 5–10, коротше пелюсток, з блідо-жовтими пиляками. Плоди голі, рідше трохи вовняні, з носиком ≈ 7 мм завдовжки, серпоподібно зігнутим. 2n = 40.

## Поширення
Росте на півдні Європи (Болгарія, Росія, Франція, Греція, Італія, Україна [Крим], Іспанія, Македонія, Сербія), на півночі Африки (Алжир, Туніс), у центральній і західній Азії (Афганістан, Кіпр, Іран, Ірак, Казахстан, Киргизстан, Ліван-Сирія, Пакистан, Палестина, Азербайджан, Вірменія, Грузія, Туреччина, Туркменістан, Таджикистан, Узбекистан, Індія [Західні Гімалаї], Китай [Сіньцзян]); регіонально вимер: Австрія; інтродукований до Аргентини.
В Україні вид росте у степах, на сухих схилах, засмічених місцях — у Криму.